# Antsahavaribe (Vohemar)
Pour les articles homonymes, voir Antsahavaribe.
Antsahavaribe est une commune rurale malgache, située dans la partie centrale de la région de Sava.